# Adam de Vos
Adam de Vos (Victoria, 21 ottobre 1993) è un ex ciclista su strada canadese, attivo in formazioni UCI dal 2014 al 2023.

## Palmarès

### Strada
- 2017 (Rally Cycling, due vittorie)

1ª tappa Joe Martin Stage Race (Devil's Den State Park, cronometro)
Internationale Raiffeisen Grand Prix
- 2018 (Rally Cycling, due vittorie)

3ª tappa Tour de Langkawi (Kota Bharu > Kuala Terengganu)
White Spot/Delta Road Race
- 2019 (Rally Cycling, una vittoria)

Campionati canadesi, Prova in linea

## Piazzamenti

### Competizioni mondiali
- Campionati del mondo su strada

Copenaghen 2011 - In linea Juniores: 65º
Richmond 2015 - In linea Under-23: 9º
Doha 2016 - In linea Elite: ritirato